# Dmitrij Rozinkevitj
Dmitrij Vasiljevitj Rozinkevitj (ryska: Дмитрий Васильевич Розинкевич), född den 1 oktober 1974 i Svetlyj, Kaliningrad oblast i Ryska SFSR, är en rysk före detta roddare.
Han tog OS-brons i åtta med styrman i samband med de olympiska roddtävlingarna 1996 i Atlanta.